# Betty Hutton
Pour les articles homonymes, voir Hutton.
Betty Hutton est une actrice et chanteuse américaine, née Elizabeth June Thornburg le 26 février 1921 à Battle Creek (Michigan) et décédée le 11 mars 2007 à Palm Springs (Californie) d'un cancer du côlon. Elle est inhumée au Desert Memorial Park de Cathedral City (États-Unis).

## Biographie

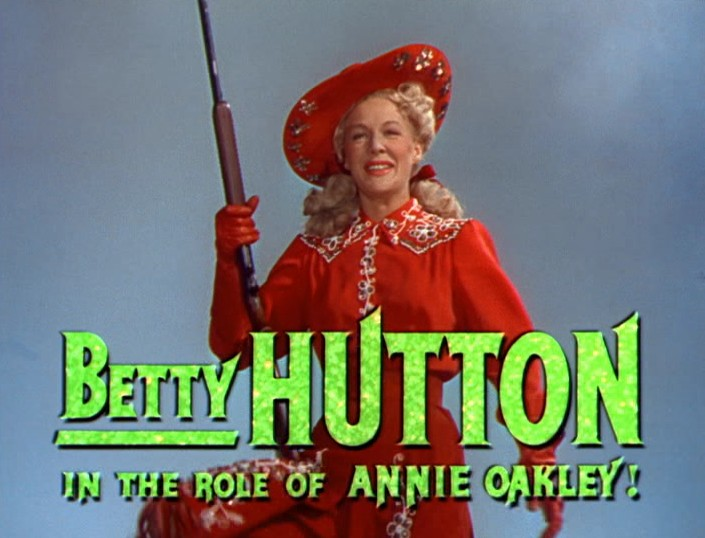
Annie, la reine du cirque (1950).

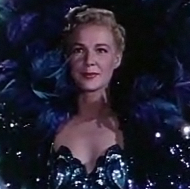
Sous le plus grand chapiteau du monde (1952).

Son titre Doctor, Lawyer, Indian Chief se classe numéro un des ventes aux États-Unis en mars 1946 selon le Billboard Magazine.
Betty Hutton est la sœur de Marion Hutton.

## Filmographie

### Au cinéma
- 1939 : Public Jitterbug No. 1 de Joseph Henabery (court métrage) : Betty
- 1944 : One for the Book de Roy Mack (court métrage) : Cendrillon
- 1942 : L'Escadre est au port (The Fleet's In) de Victor Schertzinger : Bessie Dale
- 1942 : Au pays du rythme (Star Spangled Rhythm) de George Marshall et A. Edward Sutherland : Polly Judson
- 1943 : Happy Go Lucky de Curtis Bernhardt : Bubbles Hennessy
- 1943 : Let's Face It de Sidney Lanfield : Winnie Porter
- 1944 : Miracle au village (The Miracle of Morgan's Creek) de Preston Sturges : Trudy Kockenlocker
- 1944 : Quatre Flirts et un cœur (And the Angels Sing) de George Marshall : Bobby Angel
- 1944 : Skirmish on the Home Front : Emily Average de Charles Brackett (court métrage) : Emily Average
- 1944 : La Marine en jupons (Here Come the Waves) de Mark Sandrich : Susan / Rosemary Allison
- 1945 : La Blonde incendiaire (Incendiary Blonde) de George Marshall : Texas 'Tex' Guinan
- 1945 : Duffy's Tavern de Hal Walker : elle-même
- 1945 : Le Club des cigognes (The Stork Club) de Hal Walker : Judy Peabody
- 1946 : Cross My Heart de John Berry : Peggy Harper
- 1947 : Les Exploits de Pearl White (The Perils of Pauline) de George Marshall : Pearl White
- 1948 : Une femme au carrefour (Dream Girl) de Mitchell Leisen : Georgina Allerton
- 1949 : L'Ange endiablé (Red, Hot and Blue) de John Farrow : Eleanor Collier aka Yum-Yum
- 1950 : Annie, la reine du cirque (Annie Get Your Gun) de George Sidney : Annie Oakley
- 1950 : Maman est à la page (Let's Dance) de Norman Z. McLeod : Kitty McNeil
- 1952 : Sous le plus grand chapiteau du monde (The Greatest Show on Earth) de Cecil B. DeMille : Holly
- 1952 : La Polka des marins (Sailor Beware) de Hal Walker : Hetty Button
- 1952 : C'est toi que j'aime (Somebody Loves Me) d'Irving Brecher : Blossom 'Bloss' Seeley
- 1957 : Spring Reunion de Robert Pirosh : Maggie Brewster

### À la télévision
- 1954 : Satins and Spurs (TV) : Cindy Smathers
- 1959 : The Betty Hutton Show (en) (série télévisée) : Goldie Appleby (1959-60)
- 1964 : Le Plus grand chapiteau du monde (The Greatest Show on Earth) (série télévisée) : Julia Dana (1 Épisode)
- 1964 : L'Homme à la Rolls (Burke's Law) (série télévisée) : Carlene Glory (1 Épisode)
- 1965 : L'Homme à la Rolls (Burke's Law) (série télévisée) : Rena Zito (1 Épisode)
- 1965 : Gunsmoke (série télévisée) : Molly McConnell (1 Épisode)
- 1977 : Baretta (série télévisée) : Velma (1 Épisode)

## Dans la culture populaire
Ses chansons It's A Man et He's a Demon, He's a Devil, He's a Doll sont jouées sur la radio de Diamond City dans le jeu vidéo Fallout 4.
It's A Man apparait également dans le second épisode de la série télévisée Fallout.
Bjork a également repris sa chanson "It's oh so quiet".